# Stafsinge IF
Stafsinge IF är en fotbollsklubb i Falkenberg, Halland. Klubben bildades 1943. Stafsinges A-lag spelar i Division 2 säsongen 2019. IF Elfsborgs förre tränare Magnus Haglund har tränat klubben under åren 1998–1999.

## Historia
Stafsinges A-lag blev uppflyttade till Division 3 via kval hösten 2010. Klubben slutade på andra plats i Division 3 säsongen 2018 och blev via kval uppflyttade för första gången till Division 2.

## Kända spelare
- Christoffer Carlsson
- Daniel Johansson
- Henrik Bertilsson
- Mahmut Özen